# Marie Adèle Pierre Jules Tissot
Pour les articles homonymes, voir Tissot.
Marie Adèle Pierre Jules Tissot, couramment appelé Jules Tissot, né le 10 septembre 1838 à Norges-la-Ville en Côte-d'Or et décédé le 25 novembre 1883 à Constantine (Algérie), est un géologue français.

## Biographie

### Enfance et formation

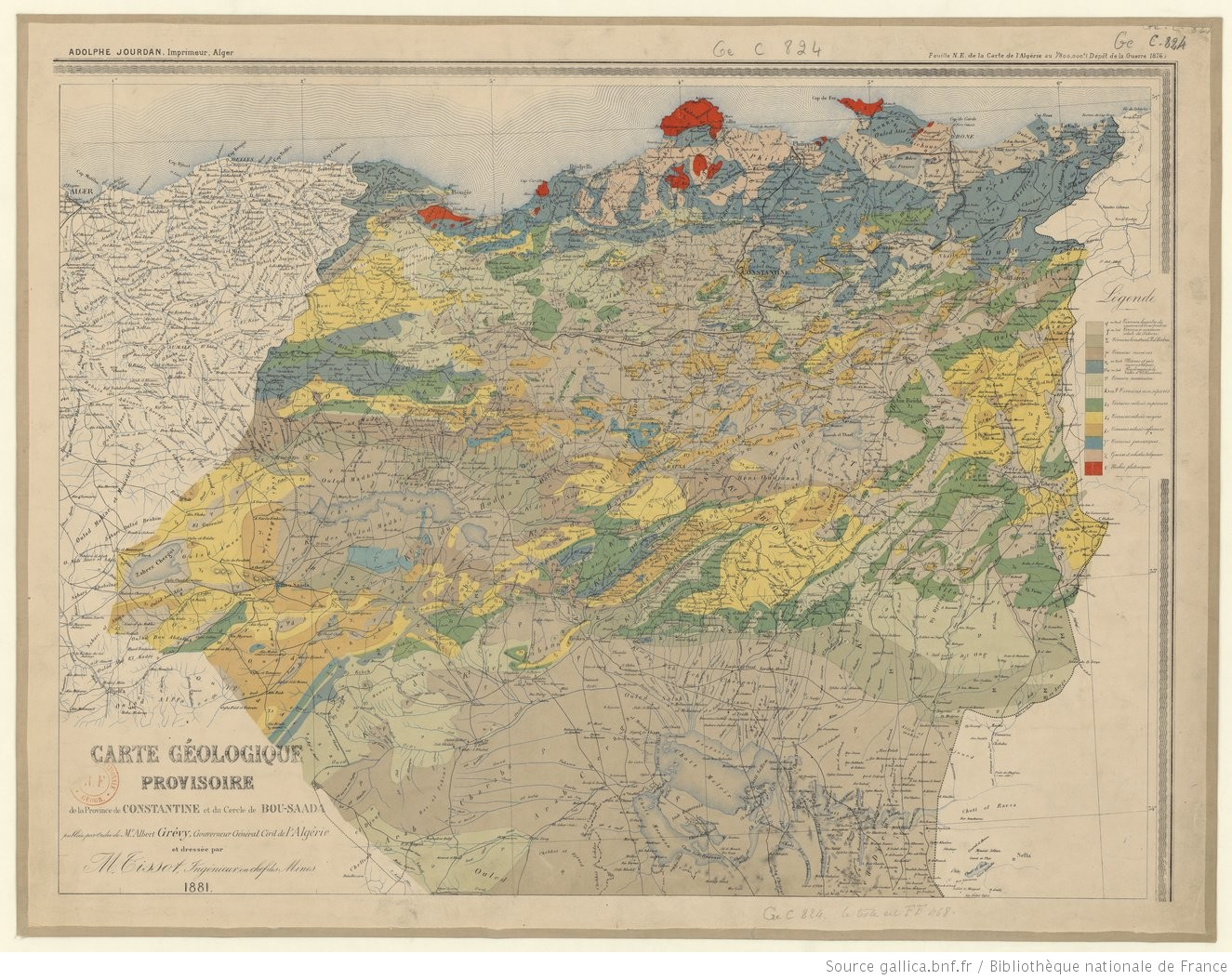
Carte géologique de la province de Constantine, dressée par Jules Tissot en 1881

Jules Tissot, né le 10 septembre 1838 à Norges-la-Ville en Côte-d'Or de l'union de Claude Tissot, maître de poste et de Catherine Virginie Bernot.
Jules Tissot entre en 1855 à l'École polytechnique (classé 50, sorti classé 7 sur 144 élèves). Il est également diplômé de l'École des mines de Paris (entré classé 5 sur 6 élèves).

### Décès
Jules Tissot décède le 25 novembre 1883 à Constantine.

## Hommage
Le fossile Heteraster tissoti lui a été dédié par Henri Coquand.